# Alekséi Krylov
Alekséi Nikoláyevich Krylov (en ruso: Алексе́й Никола́евич Крыло́в) (Visyaga, cerca de Alatyr, gobernatura de Simbirsk, actualmente Krylovo, 15 de agosto de 1863-San Petersburgo, 26 de octubre de 1945) fue un ingeniero naval, matemático aplicado y memorialista ruso que desarrolló parte de su carrera en la etapa soviética. Realizó notables contribuciones en el campo de la hidrodinámica naval, así como en los procedimientos matemáticos para el cálculo de autovalores.

## Biografía

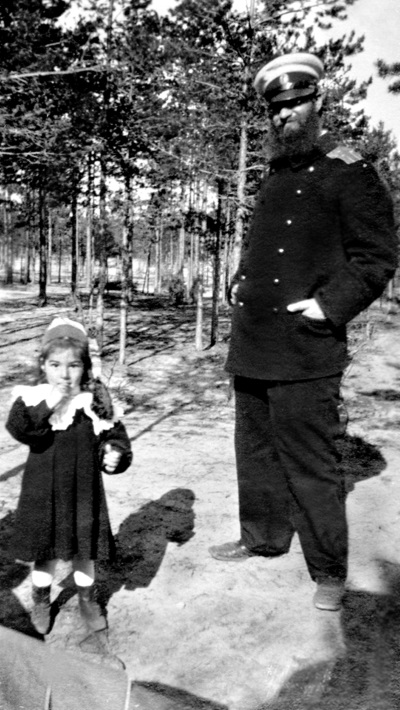
Alexei Krylov con su hija Anna en 1904

Krylov nació el 3 de agostojul de 1863 en el pueblo de Visyaga, cerca de la ciudad de Alátyr (Simbirsk Gubernia) (actualmente Krylovo, en la República de Chuvasia) perteneciente al Imperio Ruso.Su padre, Nikolay Aleksandrovich Krylov (1830-1911), un oficial de artillería retirado, pertenecía a la nobleza terrateniente local, aunque era un hombre de ideas liberales que más adelante dirigió la junta de autogobierno de Alátyr.
En 1878 Krylov ingresó en el Colegio Naval, donde se graduó con distinciones en 1884. Allí realizó su primer trabajo científico con Iván de Collong (1838-1901) sobre la declinación magnética de las brújulas. Las teorías del magnetismo terrestre y del giróscopo le fascinaron durante toda su vida; publicando posteriormente una serie de trabajos importantes relacionados con la dinámica de la brújula magnética. Propuso el dromoscopio, un dispositivo que calculase automáticamente la desviación de una brújula. También fue un pionero del compás giroscópico, siendo el primero en crear una teoría completa sobre el mismo.
Después de pasar varios años en la Administración Hidrográfica Central y en un astillero (una empresa de construcción naval franco-rusa), en 1888 continuó sus estudios en la Academia Naval de San Petersburgo. Era un estudiante muy prometedor y de gran talento. Después de graduarse  anticipadamente en la Academia en 1890, pasó a ser docente de matemáticas y de teoría naval de la marina.
La fama le llegó en la década de 1890, cuando su pionera Teoría sobre la oscilación de los movimientos de un navío, una extensión significativa de la teoría de la dinámica del vuelo desarrollada por William Froude, llegó a ser conocida internacionalmente. Este fue el primer estudio teórico amplio en este campo. En 1898 Krylov recibió una medalla de oro de la Real Institución de Arquitectos Navales del Reino Unido, la primera vez que el premio fue otorgado a un extranjero. También creó una teoría de la amortiguación del balanceo y del cabeceo de una nave, y fue el primero en proponer el sistema actualmente utilizado de amortiguación de los giróscopos en un medio líquido.
Después de 1900 Krylov colaboró activamente con el científico marítimo y almirante Stepan Makarov, trabajando en el problema del anegado de los cascos de los barcos. Los resultados de este trabajo pronto lo convirtieron en un clásico utilizado en todo el mundo. Años más tarde, Krylov escribió acerca de las ideas tempranas de Makarov para luchar contra el problema de un barco que se hunde por la inundación de sus compartimentos intactos: "Esta idea parecía una tontería tan grande [a los oficiales navales], que llevó 35 años... para convencerlos de que las conclusiones de Makarov (de 22 años de edad por entonces) eran de gran valor práctico".
Krylov era conocido por su lengua afilada y su rápido ingenio. Su respuestas a funcionarios del gobierno y de la Duma se hicieron legendarios. Como consultor naval capaz, afirmó que sus consejos habían ahorrado al gobierno más que el costo de un acorazado dreadnought.
En 1917 se convirtió en director general de la Sociedad Rusa de Construcción Naval y Comercio. Después de la Revolución de Octubre, transfirió ordenadamente la flota mercante al Gobierno Soviético y continuó trabajando para la Armada rusa. En 1921 fue enviado a Londres para restablecer contactos científicos, trabajando allí como representante del Gobierno Soviético, regresando a la Unión Soviética en 1927.
Krylov escribió cerca de 300 artículos y libros abarcando una amplia gama de temas, incluyendo construcción naval, magnetismo, artillería, matemáticas, astronomía y geodesia. Sus tablas de inundabilidad se han utilizado en todo el mundo. Destacan sus trabajos en hidrodinámica incluyendo la teoría del movimiento de barcos en aguas poco profundas (él fue el primero en explicar y calcular el aumento significativo de la resistencia hidrodinámica en aguas poco profundas) y la teoría del solitón. En 1904 construyó la primera máquina en Rusia calculadora capaz de integrar ecuaciones diferenciales ordinarias.

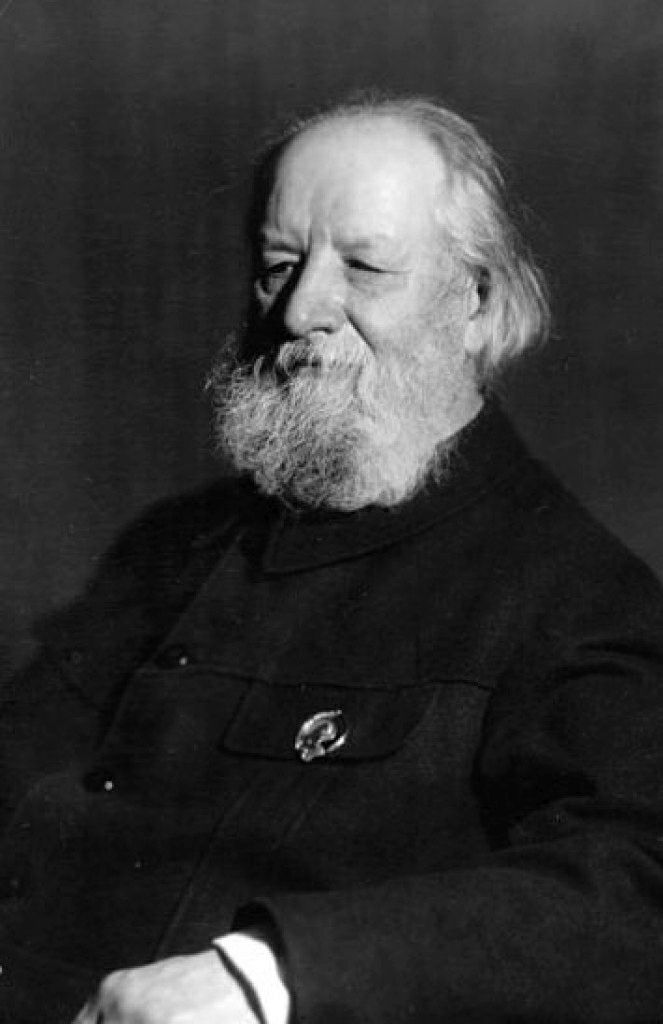
Krylov en los años 1930

En 1931 publicó un documento sobre lo que ahora se llama el subespacio de Krylov y los métodos del subespacio de Krylov. El artículo aborda problemas de autovalores, es decir, del cómputo de los coeficientes polinómicos característicos del determinante de una matriz. También se preocupó por la eficiencia de los procedimientos de cálculo, y como matemático aplicado, contabilizaba el número de operaciones necesarias de cada método de cálculo; algo inusual en un libro de matemáticas de 1931. Realizó una meticulosa comparación de los métodos existentes utilizados para calcular los autovalores de una matriz según el método de Jacobi, presentando su propio método que es superior a los métodos conocidos por entonces, y que fue ampliamente utilizado.
Así mismo, publicó la primera traducción al ruso en 1915 de los Philosophiæ Naturalis Principia Mathematica de Isaac Newton.
Krylov murió en Leningrado (posteriormente de nievo San Petersburgo) el 26 de octubre de 1945, poco después del final de la Segunda Guerra Mundial. Está enterrado en el Cementerio de Volkovo, no lejos del fisiólogo Ivan Pavlov y del químico Dmitri Mendeleev. Fue galardonado con el Premio Stalin (1941), con tres Órdenes de Lenin, y en 1943 como Héroe del Trabajo Socialista. Desde 1916 fue miembro de la Academia Rusa de Ciencias.
El cráter lunar Krylov lleva su nombre, así como la Península de Krylov y el Centro Estatal de Investigación Krylov (un Instituto de Investigación sobre la Construcción del que Krylov había sido superintendente).
En uno de sus escritos autobiográficos, Krylov definió su actividad como «construcción naval, es decir, la aplicación de las matemáticas a problemas marítimos.»
También lleva su nombre el Instituto de Investigación de Construcción de Buques Krylov de San Petersburgo, entre cuyos directores figura el reconocido Valentín Mijaílovich Pashin.

## Familia
Krylov se casó con su prima segunda Elisaveta Dmítrievna Dranitsyna. Su hija Anna se casó con el famoso físico Pyotr Kapitsa, descubridor del fenómeno de la superfluidez y ganador de un Premio Nobel de Física. Son hijos suyos el geógrafo Andrey Kapitsa (1931-2011), que descubrió el Lago Vostok, el  mayor lago subglacial de la Antártida 4000 metros por debajo del casquete de hielo continental y Serguéi Kapitsa (1928-2012), físico y demógrafo, presentador del popular y longevo programa científico televisivo ruso, Evidente pero increíble. Alexey Krylov estaba muy cerca de su yerno.
Victor Henri, un químico físico ruso-francés y fisiólogo, fue hermanastro de Krylov.